# 尾久車站
尾久車站（日语：／ Oku eki */?）是由東日本旅客鐵道（JR東日本）所經營的鐵路車站，位於日本東京都北區昭和町一丁目，是JR東日本東北本線列車線（宇都宮線與高崎線）沿線的車站（但在正式路線規劃上，其實是東北本線列車線尾久支線上的一站）。根據JR的特定都區市內制，在購買長途車票時，尾久被視為是「東京都區內」的車站之一，但並不屬於「東京山手線內」的範圍內。
尾久車站並不位於荒川區尾久的範圍之內，有說法認為之所以會有此現象，是因為當初車站設置時，尾久町正因為位居溫泉休閒區的中央位置，而成為東京郊區熱門的觀光地點而繁榮。為了沾尾久町的光，因此將實際上並無特別地緣關係的本站命名為「尾久」。JR東日本在尾久車站旁設有尾久車輛中心及田端運轉所。

## 車站結構
本站為島式月台1面2線的地面車站。

### 月台配置
| 月台 | 路線                       | 方向 | 目的地                                                       | 備註                  |
| ---- | -------------------------- | ---- | ------------------------------------------------------------ | --------------------- |
| 1    | 宇都宮線（東北線）、高崎線 | 上行 | 上野、東京、品川、橫濱、小田原、熱海方向 （包括■上野東京線） | 經東京站直通 東海道線 |
| 2    | 宇都宮線（東北線）、高崎線 | 下行 | 赤羽、大宮、宇都宮、高崎方向                                 |                       |

（來源：JR東日本：車站構內圖 （页面存档备份，存于））

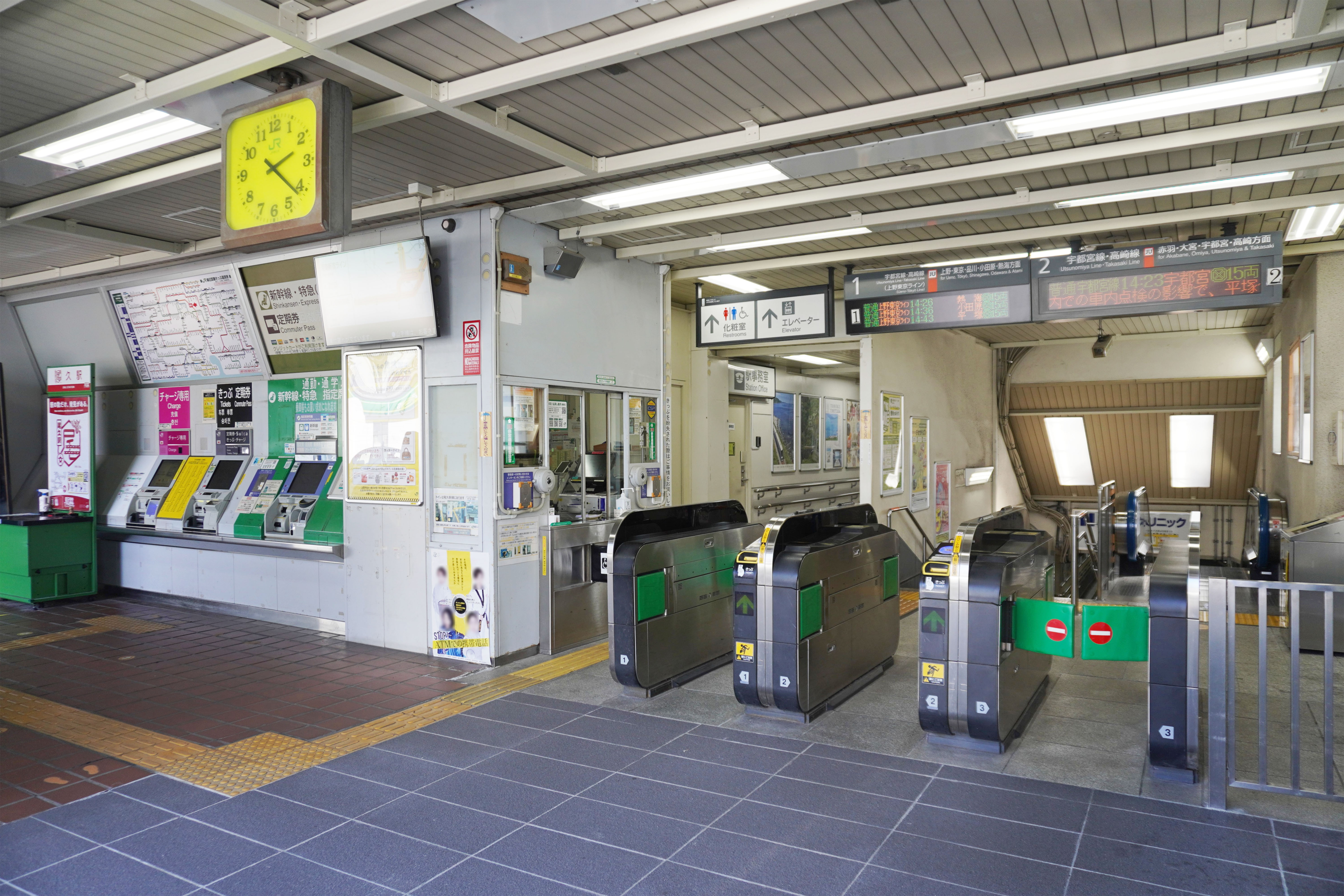
驗票口（2024年5月）
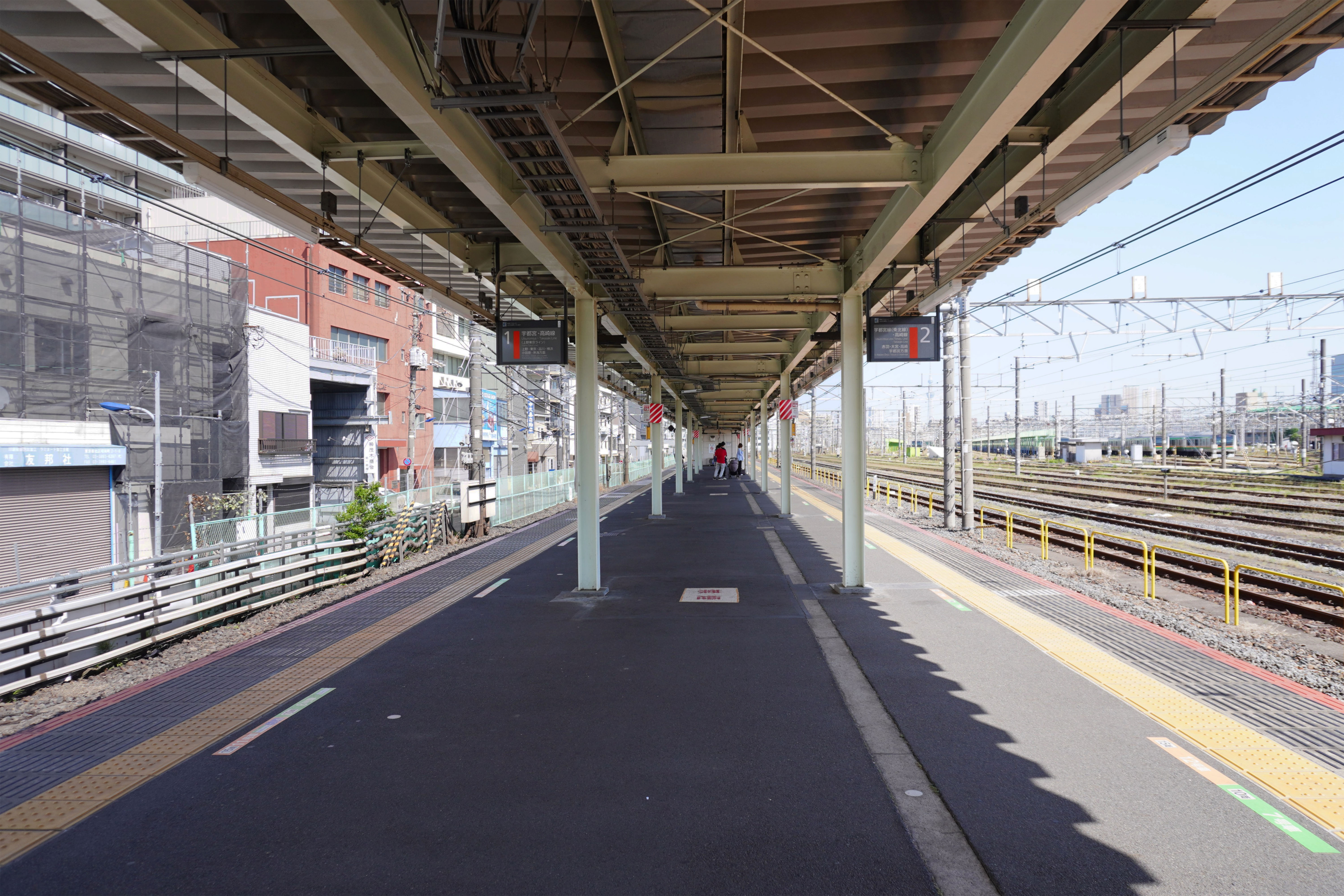
月台（2024年5月）

## 使用情況
2019年（令和元年）度1日平均上車人次為10,360人。東京都區內的JR車站中次於越中島站、上中里站，是使用人數第3少的車站。
近年的推移如下表。
| 年度               | 1日平均 上車人次 | 來源     |
| ------------------ | ---------------- | -------- |
| 1990年（平成02年） | 6,942            | [ * 1 ]  |
| 1991年（平成03年） | 7,041            | [ * 2 ]  |
| 1992年（平成04年） | 7,189            | [ * 3 ]  |
| 1993年（平成05年） | 7,186            | [ * 4 ]  |
| 1994年（平成06年） | 7,049            | [ * 5 ]  |
| 1995年（平成07年） | 7,060            | [ * 6 ]  |
| 1996年（平成08年） | 7,033            | [ * 7 ]  |
| 1997年（平成09年） | 6,877            | [ * 8 ]  |
| 1998年（平成10年） | 6,608            | [ * 9 ]  |
| 1999年（平成11年） | 6,484            | [ * 10 ] |
| 2000年（平成12年） | 6,597            | [ * 11 ] |
| 2001年（平成13年） | 6,823            | [ * 12 ] |
| 2002年（平成14年） | 7,010            | [ * 13 ] |
| 2003年（平成15年） | 7,200            | [ * 14 ] |
| 2004年（平成16年） | 7,194            | [ * 15 ] |
| 2005年（平成17年） | 7,291            | [ * 16 ] |
| 2006年（平成18年） | 7,471            | [ * 17 ] |
| 2007年（平成19年） | 7,693            | [ * 18 ] |
| 2008年（平成20年） | 7,662            | [ * 19 ] |
| 2009年（平成21年） | 7,672            | [ * 20 ] |
| 2010年（平成22年） | 7,684            | [ * 21 ] |
| 2011年（平成23年） | 7,644            | [ * 22 ] |
| 2012年（平成24年） | 7,743            | [ * 23 ] |
| 2013年（平成25年） | 8,028            | [ * 24 ] |
| 2014年（平成26年） | 8,124            | [ * 25 ] |
| 2015年（平成27年） | 8,872            | [ * 26 ] |
| 2016年（平成28年） | 9,042            | [ * 27 ] |
| 2017年（平成29年） | 9,487            | [ * 28 ] |
| 2018年（平成30年） | 10,000           | [ * 29 ] |
| 2019年（令和元年） | 10,360           |          |

## 相鄰車站
東日本旅客鐵道
 宇都宮線、高崎線
■快速「Rabbit」「Urban」
通過
■通勤快速、■普通
上野（JU 02）－（井堀信號場）－尾久（JU 03）－赤羽（JU 04）

### 使用情況
1. ↑  東京都統計年鑑 （页面存档备份，存于） - 東京都

JR東日本2000年度以後上車人次
1. ↑  各駅の乗車人員（2000年度） （页面存档备份，存于） - JR東日本
2. ↑  各駅の乗車人員（2001年度） （页面存档备份，存于） - JR東日本
3. ↑  各駅の乗車人員（2002年度） （页面存档备份，存于） - JR東日本
4. ↑  各駅の乗車人員（2003年度） （页面存档备份，存于） - JR東日本
5. ↑  各駅の乗車人員（2004年度） （页面存档备份，存于） - JR東日本
6. ↑  各駅の乗車人員（2005年度） （页面存档备份，存于） - JR東日本
7. ↑  各駅の乗車人員（2006年度） （页面存档备份，存于） - JR東日本
8. ↑  各駅の乗車人員（2007年度） （页面存档备份，存于） - JR東日本
9. ↑  各駅の乗車人員（2008年度） （页面存档备份，存于） - JR東日本
10. ↑  各駅の乗車人員（2009年度） （页面存档备份，存于） - JR東日本
11. ↑  各駅の乗車人員（2010年度） （页面存档备份，存于） - JR東日本
12. ↑  各駅の乗車人員（2011年度） （页面存档备份，存于） - JR東日本
13. ↑  各駅の乗車人員（2012年度） （页面存档备份，存于） - JR東日本
14. ↑  各駅の乗車人員（2013年度） （页面存档备份，存于） - JR東日本
15. ↑  各駅の乗車人員（2014年度） （页面存档备份，存于） - JR東日本
16. ↑  各駅の乗車人員（2015年度） （页面存档备份，存于） - JR東日本
17. ↑  各駅の乗車人員（2016年度） （页面存档备份，存于） - JR東日本
18. ↑  各駅の乗車人員（2017年度） （页面存档备份，存于） - JR東日本
19. ↑  各駅の乗車人員（2018年度） （页面存档备份，存于） - JR東日本
20. ↑  各駅の乗車人員（2019年度） （页面存档备份，存于） - JR東日本

東京都統計年鑑
1. ↑  .   [2020-05-12]. （原始内容存档于2016-03-05）.
2. ↑  .   [2020-05-12]. （原始内容存档于2016-03-05）.
3. ↑  .   [2020-05-12]. （原始内容存档于2013-08-15）.
4. ↑  .   [2020-05-12]. （原始内容存档于2013-02-03）.
5. ↑  .   [2020-05-12]. （原始内容存档于2013-02-03）.
6. ↑  .   [2020-05-12]. （原始内容存档于2013-02-03）.
7. ↑  .   [2020-05-12]. （原始内容存档于2013-02-03）.
8. ↑  .   [2020-05-12]. （原始内容存档于2016-03-04）.
9. ↑  東京都統計年鑑（平成10年）PDF
10. ↑  東京都統計年鑑（平成11年）PDF
11. ↑  .   [2020-05-12]. （原始内容存档于2016-03-04）.
12. ↑  .   [2020-05-12]. （原始内容存档于2016-03-04）.
13. ↑  東京都統計年鑑（平成14年）[]
14. ↑  東京都統計年鑑（平成15年）[]
15. ↑  東京都統計年鑑（平成16年）[]
16. ↑  東京都統計年鑑（平成17年）[]
17. ↑  東京都統計年鑑（平成18年）[]
18. ↑  東京都統計年鑑（平成19年）[]
19. ↑  東京都統計年鑑（平成20年）[]
20. ↑  .   [2020-05-12]. （原始内容存档于2016-03-26）.
21. ↑  .   [2020-05-12]. （原始内容存档于2016-03-27）.
22. ↑  .   [2020-05-12]. （原始内容存档于2016-03-25）.
23. ↑  .   [2020-05-12]. （原始内容存档于2016-03-27）.
24. ↑  .   [2020-05-12]. （原始内容存档于2016-03-22）.
25. ↑  .   [2020-05-12]. （原始内容存档于2017-07-30）.
26. ↑  .   [2020-05-12]. （原始内容存档于2018-11-09）.
27. ↑  .   [2020-05-12]. （原始内容存档于2019-05-02）.
28. ↑  .   [2020-05-12]. （原始内容存档于2019-12-03）.
29. ↑  .   [2020-07-31]. （原始内容存档于2020-08-04）.

## 外部連結
- 車站資訊（尾久）：東日本旅客鐵道

35°44′47.93″N 139°45′16.12″E / 35.7466472°N 139.7544778°E